# Imagine (revista de juegos)
Imagine (publicado bajo el largo título Imagine: Revista de Juegos de Aventura) fue una revista mensual británica dedicada a la primera edición de Advanced Dungeons & Dragons y al sistema de juego de rol Dungeons & Dragons publicado por TSR UK Limited.

## Historia
Shannon Appelcine explicó: "TSR intentó ingresar al mercado de revistas británicas en 1983 con la revista Imagine, pero la cerraron solo dos años después. Gary Gygax afirmaría mucho después que Imagine generalmente había operado con pérdidas y se mantuvo principalmente por su útil promoción de las líneas de TSR. El liderazgo de White Dwarf en Gran Bretaña era prácticamente inquebrantable.": 143 
Imagine fue publicada mensualmente entre abril de 1983 y octubre de 1985. Su imprenta duró por 31 números (30 números y una edición especial) antes de su cancelación. Don Turnbull fue citado como editor y Paul Cockburn como editor asistente de la revista, durante la mayor parte de su duración.
Neil Gaiman escribió reseñas de películas para varios números de Imagine en la primera parte de su carrera, tomando el lugar de Colin Greenland, y tuvo su primer relato corto "Featherquest" publicado aquí en mayo de 1984. El relato "How to Sell the Ponti Bridge" de Gaiman, reimprimido por primera vez en M is for Magic, también se publicó por primera vez en Imagine en marzo de 1985.

## Legado
Parte del material oficial de AD&D publicado originalmente en Imagine fue recopilado y utilizado en Unearthed Arcana. Imagine también fue responsable de varios spin-offs, especialmente el mundo de juego Pelinore. La revista también presentó el clásico cómic de juegos de aventuras The Sword of Alabron en los números del 1 al 16. Esto fue brevemente revivido como una segunda historia titulada Auchter's Axe en los números 29 al 30 antes de la cancelación de la revista.
Cuando algunos miembros del personal de TSR UK fueron despedidos, iniciaron la publicación de Game Master para intentar mantener la experiencia de Imagine y algunas de sus características populares, como Pelinore; esa revista también publicó artículos que contenían detalles sobre el cierre de Imagine, los cuales criticaron a Gary Gygax y a TSR.[cita requerida]